# Майдан-Ліповецький
Майдан-Липовецький (пол. Majdan Lipowiecki) — село в Польщі, у гміні Великі Очі Любачівського повіту Підкарпатського воєводства.
Населення — 170 осіб (2011).
У 1975-1998 роках село належало до Перемишльського воєводства.

## Демографія
Демографічна структура станом на 31 березня 2011 року:
|          | Загалом | Допрацездатний вік | Працездатний вік | Постпрацездатний вік |
| -------- | ------- | ------------------ | ---------------- | -------------------- |
| Чоловіки | 88      | 16                 | 65               | 7                    |
| Жінки    | 82      | 15                 | 49               | 18                   |
| Разом    | 170     | 31                 | 114              | 25                   |